# Soyang
Soyang is een dorpscommissie (Engels: village development committee, afgekort VDC; Nepalees: panchayat) in het oosten van Nepal, gelegen in het district Ilam in de Mechi-zone. Ten tijde van de volkstelling van 2001 had het een inwoneraantal van 5150 personen, verspreid over 945 huishoudens; in 2011 waren er 4889 inwoners, verspreid over 1064 huishoudens.